# Sportverdienstmedaille (Monaco)
Die Sportverdienstmedaille wurde per Dekret Nr. 2333 am 20. August 1939 durch Fürst Louis II. von Monaco gestiftet und wird an Personen verliehen, die sich durch besondere sportliche Leistungen ausgezeichnet oder um die sportliche Entwicklung des Fürstentums verdient gemacht haben.
Die runde Medaille, die in drei Stufen (Gold – Silber vergoldet, Silber und Bronze) verliehen wird, zeigt das leicht nach recht gewendete Brustbild des Stifters mit Brille und in Uniform. Im Reif umlaufend im oberen Halbkreis die Inschrift  LOUIS II · PRINCE · DE · MONACO (Louis II. Fürst von Monaco) und im unteren das Stiftungsdatum 20 AOÛT 1939. Rückseitig die dreizeilige Inschrift EDUCATION PHYSIQUE ET SPORTS (Physische Erziehung und Sport).
Getragen wird die Auszeichnung an einem grünen Band mit zwei breiten weißen Seitenstreifen auf der linken Brust.